# Rio Florile Albe
O Rio Florile Albe é um rio da Romênia, afluente do Râul Galben, localizado no distrito de Gorj.